# منوچهر شفایی
منوچهر شفایی فعال حقوق بشر، روزنامه‌نگار، بنیان‌گذار و صاحب امتیاز ماهنامه آزادگی، از بنیان‌گذاران و رئیس هیئت مدیره کانون دفاع از حقوق بشر در ایران، قهرمان آسیا (مدال برنز و طلای در بازی‌های آسیایی و المپیک آسیایی ۱۹۷۴) رشتهٔ سابر شمشیربازی و مخترع ماده ضد اشتعال متولد ایران است.

## زندگی‌نامه
منوچهر شفایی در سال ۱۳۲۸ در تهران به دنیا آمد. پدرش علی شفایی از کارمندان عالی‌رتبه و تحصیل کرده راه‌آهن سراسری و اولین تولیدکنندگان آسفالت در خرمشهر بود.
وی تحصیلات ابتدای خود را در خرمشهر دبستان پهلوی، دوره متوسطه را در دبیرستان بایندر و مدرک کارشناسی خود را در رشته جامعه‌شناسی از دانشگاه تهران در سال ۱۳۵۰ به پایان رسانید.

## فعالیت‌های ورزشی
وی در ۱۵ سالگی با راهنمایی رضا هاشمی به شمشیربازی علاقه‌مند شد و سپس از ۱۳۴۶ با قهرمانی در مسابقات دانشگاه تهران به‌طور جدی شمشیربازی را آغاز کرد و از سال ۱۳۴۷ به مدت ۷ دوره عضو تیم ملی و قهرمان کشور و سال ۱۳۵۲ مقام سوم آسیا و ۱۳۵۳ مدال برنز انفرادی و طلای تیمی المپیک آسیایی را بدست آورد.

در بازی‌های انفرادی ۱۳۵۳ المپیک، شمشیر وی شکست و به مقدار ۹ سانتیمتر وارد بدن قهرمان ژاپنی اتسوکا گردید که بر اثر این حادثه وی به بیمارستان اعزام گردید.

پس از انقلاب ایران، با بازگشایی فدراسیون شمشیربازی، از سال ۱۳۶۹ تا ۱۳۷۵ مجدداً به عضویت تیم ملی درآمده و علاوه بر قهرمانی کشور و قهرمانی در بازی‌های بین‌المللی در سال ۱۹۹۱، در بازی‌های آسیایی مدال برنز (اولین مدال بازی‌های آسیایی پس از انقلاب ۱۳۵۷) را کسب کرد.

## فعالیت‌های حقوق بشری
وی به همراه جمعی از فعالان حقوق بشر در فوریه سال ۲۰۰۰ به جهت افشاگری از موارد نقض حقوق بشر و همچنین آگاهی رسانی در رابطه با اعلامیه جهانی حقوق بشر، کانون دفاع از حقوق بشر در ایران را در شهر برمن در آلمان تأسیس نمود. همچنین در سال ۲۰۰۱ شبکه مدافعین حقوق بشر در ایران را با نام آزادگی بنیان‌گذاری کرد. وی صاحب امتیاز نشریه آزادگی و ماهنامه بشریت نیز می‌باشد.

## پدید آورنده
ماده ضد شعله برای جلوگیری از آتش